# Seleuco III
Seleuco Sotere, detto Cerauno (in greco antico: Σέλευκος Σωτήρ Κεραυνός?, Séleukos Sotér Keraunós; 244 a.C. circa – 223 a.C.), chiamato nella storiografia moderna Seleuco III, è stato un sovrano seleucide, figlio maggiore di Seleuco II Callinico, che governò dal 226 a.C. fino alla sua morte.

## Biografia
Il suo vero nome era Alessandro, ma cambiò il nome in Seleuco alla morte del padre in suo onore. Il suo secondo nome ufficiale "Sotere" significa "Salvatore", mentre il soprannome Cerauno significa Tuono in greco e sembra che gli sia stato dato dai suoi soldati per deriderlo, dato che appariva debole sia nel corpo sia nella mente. In ogni caso continuò la politica del padre e radunò una armata con cui passò il Tauro per affrontare Attalo I e togliergli i possedimenti che quest'ultimo aveva appena conquistato in Asia Minore. Nella spedizione era presente anche suo cugino Acheo, generale abile ed energico, ma nonostante tutto la guerra fu condotta in maniera debole e il malcontento esplose nell'armata. Alla fine lo stesso Seleuco, dopo un breve regno di tre anni (226 a.C.-223 a.C.), fu assassinato da Nicanore, uno dei suoi ufficiali, e da Apaturio, un mercenario gallo.

## Ascendenza
|             |       |                     | Genitori              |  |  | Nonni |  |  | Bisnonni  |  |  | Trisnonni |  |
|             |       |                     |                       |  |  |       |  |  | Antioco I |  |  | Seleuco I |  |
|             |       |                     |                       |  |  |       |  |  | Antioco I |  |  | Seleuco I |  |
|             |       | Apama I             |                       |  |  |       |  |  | Antioco I |  |  |           |  |
| Antioco II  |       |                     |                       |  |  |       |  |  | Antioco I |  |  |           |  |
|             |       | Stratonice di Siria | Demetrio I Poliorcete |  |  |       |  |  |           |  |  |           |  |
|             |       | Stratonice di Siria | Demetrio I Poliorcete |  |  |       |  |  |           |  |  |           |  |
|             |       | Stratonice di Siria | Fila                  |  |  |       |  |  |           |  |  |           |  |
| Seleuco II  |       | Stratonice di Siria |                       |  |  |       |  |  |           |  |  |           |  |
|             |       | …                   | …                     |  |  |       |  |  |           |  |  |           |  |
|             |       | …                   | …                     |  |  |       |  |  |           |  |  |           |  |
|             |       | …                   | …                     |  |  |       |  |  |           |  |  |           |  |
| Laodice I   |       | …                   |                       |  |  |       |  |  |           |  |  |           |  |
|             |       | …                   | …                     |  |  |       |  |  |           |  |  |           |  |
|             |       | …                   | …                     |  |  |       |  |  |           |  |  |           |  |
|             |       | …                   | …                     |  |  |       |  |  |           |  |  |           |  |
| Seleuco III |       | …                   |                       |  |  |       |  |  |           |  |  |           |  |
|             | Acheo | Seleuco I           |                       |  |  |       |  |  |           |  |  |           |  |
|             | Acheo | Seleuco I           |                       |  |  |       |  |  |           |  |  |           |  |
|             | Acheo | Apama I             |                       |  |  |       |  |  |           |  |  |           |  |
| Andromaco   | Acheo |                     |                       |  |  |       |  |  |           |  |  |           |  |
|             |       | …                   | …                     |  |  |       |  |  |           |  |  |           |  |
|             |       | …                   | …                     |  |  |       |  |  |           |  |  |           |  |
|             |       | …                   | …                     |  |  |       |  |  |           |  |  |           |  |
| Laodice II  |       | …                   |                       |  |  |       |  |  |           |  |  |           |  |
|             |       | …                   | …                     |  |  |       |  |  |           |  |  |           |  |
|             |       | …                   | …                     |  |  |       |  |  |           |  |  |           |  |
|             |       | …                   | …                     |  |  |       |  |  |           |  |  |           |  |
| …           |       | …                   |                       |  |  |       |  |  |           |  |  |           |  |
|             |       | …                   | …                     |  |  |       |  |  |           |  |  |           |  |
|             |       | …                   | …                     |  |  |       |  |  |           |  |  |           |  |
|             |       | …                   | …                     |  |  |       |  |  |           |  |  |           |  |
|             |       | …                   |                       |  |  |       |  |  |           |  |  |           |  |